# جامعة إلينوي في شيكاغو
جامعة الينوي في شيكاغو (بالإنجليزية: University of Illinois at Chicago)‏ هي جامعة حكومية بحثية. يقع الحرم الجامعي غرب مركز مدينة شيكاغو و هو أكبر حرم جامعي في المدينة. تعتبر كلية الطب في جامعة الينوي في شيكاغو أكبر كلية طب في الولايات المتحدة الأمريكية ويتجاوز مصاريف البحوث للكلية 412$ سنويا و تصنف من ضمن ارقى كليات الطب في أمريكا.

## الكليات
يوجد لدى الجامعة الجامعة 74 تخصص في مرحلة البكالريوس و 77 تخصص لمرحلة الماجستير 60 تخصص لمرحلة الدكتوراة، ويتم منح الشهادات من خلال كليات الجامعة الاربعة عشر التالية:
- كلية العلوم الصحية التطبيقية
- كلية العمارة والفنون
- كلية ادراة الأعمال
- كلية طب الاسنان
- كلية التربية
- كلية الهندسة
- كلية العلوم والاداب
- كلية الطب
- كلية التمريض
- كلية الصيدلة
- كلية الصحة العامة
- كلية جين ادامز للعمل الاجتماعي
- كلية تخطيط وادراة المدن

## وصلات خارجية
صفحة الجامعة بالإنجليزي